# Provincia Floristica della California

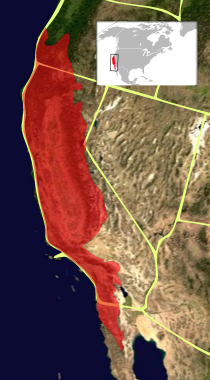
Provincia Floristica della California

La Provincia Floristica Californiana (CFP) è una provincia con un clima mediterraneo situata sulla costa del pacifico del nord America.
Le analogie climatiche con la zona del mediterraneo sono molte, quindi con abbondanti piogge nel periodo invernale e una massiccia siccità in quello estivo.
L'area occupa una superficie poco meno dell'Italia, circa 293.804 km² per definizione dal Conservation International, comprendendo il 70% della California estendendosi nel sud-ovest dell'Oregon, occupando una piccola parte del Nevada occidentale, fino ai piedi delle Montagne Rocciose a nord.
Questa zona, secondo il Conservation International ha una delle più alte concentrazioni di biodiversità del mondo, a causa di un'altissima concentrazione di piante endemiche, circa 8 000 specie.